# 永代通り

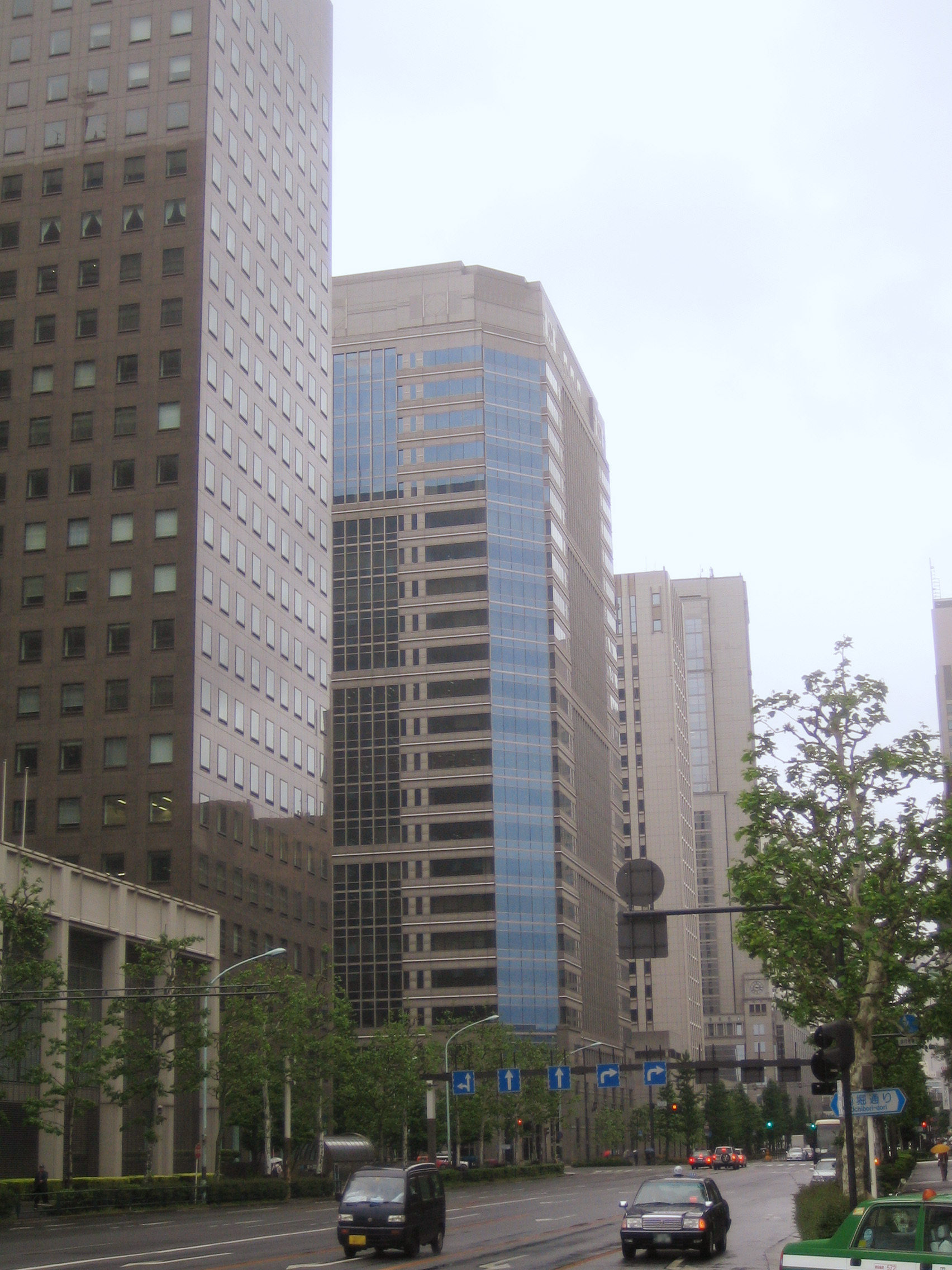
大手門交差点から東方を望む。

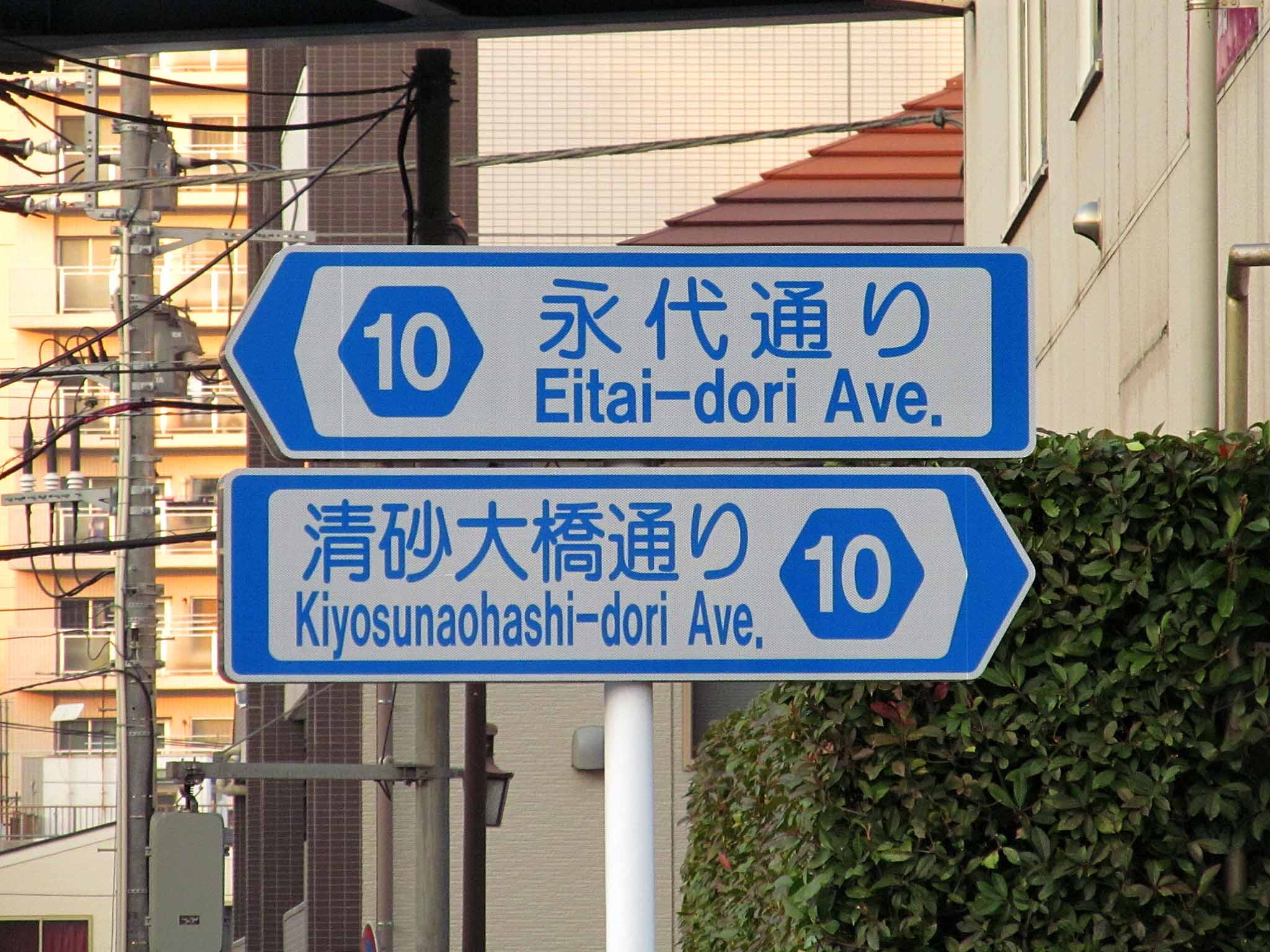
清砂大橋西詰交差点を境に東西で通称が変わる。

永代通り（えいたいどおり）は、国道1号・国道20号・東京都道10号東京浦安線・東京都道403号大手町湯島線の各路線の一部を東西に継ぐ、東京都通称道路名設定公告で告示された道路の通称である。この名称は、隅田川にかかる永代橋を通ることに因む。

## 概要
東京都千代田区の皇居大手門前の大手門交差点から江東区の清砂大橋西詰交差点に至る道路であり、東京都都市計画道路環状1号線・放射16号線の一部として指定されている。

## 歴史
- 1876年（明治9年）6月8日 : 「太政官達第60号」（道路ノ等級ヲ廢シ國道縣道里道ヲ定ム）にて、日本橋を起点とする国道などが制定され、現在の永代通りも一部に指定される。
- 1885年（明治18年）2月24日 : 「内務省告示第6号」（國道表）にて、「1號」（東京ヨリ横濱ニ達スル路線）などに指定される。
- 1920年（大正9年）4月1日 : 「道路法」に基づく「路線認定」が施行され、国道1号（東京から神宮に達する路線）などに指定。
- 1923年（大正12年）9月1日 : 関東大震災が起きる。
- 1923年（大正12年）9月27日 : 帝都復興院が設立され、その後震災復興再開発事業による再整備が始まる。
- 1930年（昭和5年）3月26日 : 帝都復興祭が行われ、東京中心部がほぼ現在の街路・街並みとなる。
- 1946年（昭和21年）3月26日 : 「戦災復興院告示第3号」にて、一部が東京都都市計画道路環状1号線・放射16号線に指定。
- 1952年（昭和27年）12月4日 : 道路法に基づく「路線指定」で、一級国道1号などに指定される。
- 1965年（昭和40年）4月1日 : 道路法改正によって、一般国道1号などとなる。
- 2025年（令和7年）1月12日：永代橋の中央線変移を午前7時00分で終了、西行き3車線・東行き2車線に固定[1]。

## 路線状況
路線は以下のようになっている。
- 東京都道403号大手町湯島線（環状1号線）：大手門交差点 - 大手町交差点
- 国道1号・国道20号（放射16号線）：大手町交差点 - 日本橋交差点
- 東京都道10号東京浦安線（放射16号線）：日本橋交差点 - 清砂大橋西詰交差点

### 道路施設
- 永代橋（隅田川）

### 中央線変移区間
- 永代橋付近：通常は西行きが3車線・東行きが2車線になっているが、日曜・祝日を除いて夜6時から夜9時まで東行きを3車線・西行きを2車線にしていた。2025年1月12日より終日西行き3車線・東行き2車線に変更される。

## 地理

### 通過する自治体
- 東京都
  - 千代田区 - 中央区 - 江東区

### 交差する道路
（右の「表示」を押す）

### 鉄道
ほぼ全線にわたり、東京メトロ東西線が並行する。

#### 並行する鉄道
- 東京メトロ東西線（大手町駅 - 日本橋駅 - 茅場町駅 - 門前仲町駅 - 木場駅 - 東陽町駅 -南砂町駅）

#### 周辺の鉄道
- JR山手線・京浜東北線・中央線・総武快速線（東京駅）
- 東京メトロ銀座線（日本橋駅）
- 東京メトロ丸ノ内線（東京駅）
- 東京メトロ日比谷線（茅場町駅）
- 東京メトロ千代田線（大手町駅）
- 都営地下鉄浅草線（日本橋駅）
- 都営地下鉄三田線（大手町駅）
- 都営地下鉄大江戸線（門前仲町駅）

### 主なバス路線
- 都営バス東22系統
- 都営バス都07系統